# رودولف فالکون
رودولف فالکون (به انگلیسی: Rodolfo Falcón) (زادهٔ ۲۵ اکتبر ۱۹۷۲) شناگر اهل کوبا است.